# Subun
Subun is een bestuurslaag in het regentschap Timor Tengah Utara van de provincie Oost-Nusa Tenggara, Indonesië. Subun telt 1475 inwoners (volkstelling 2010).